# آلام المسيح

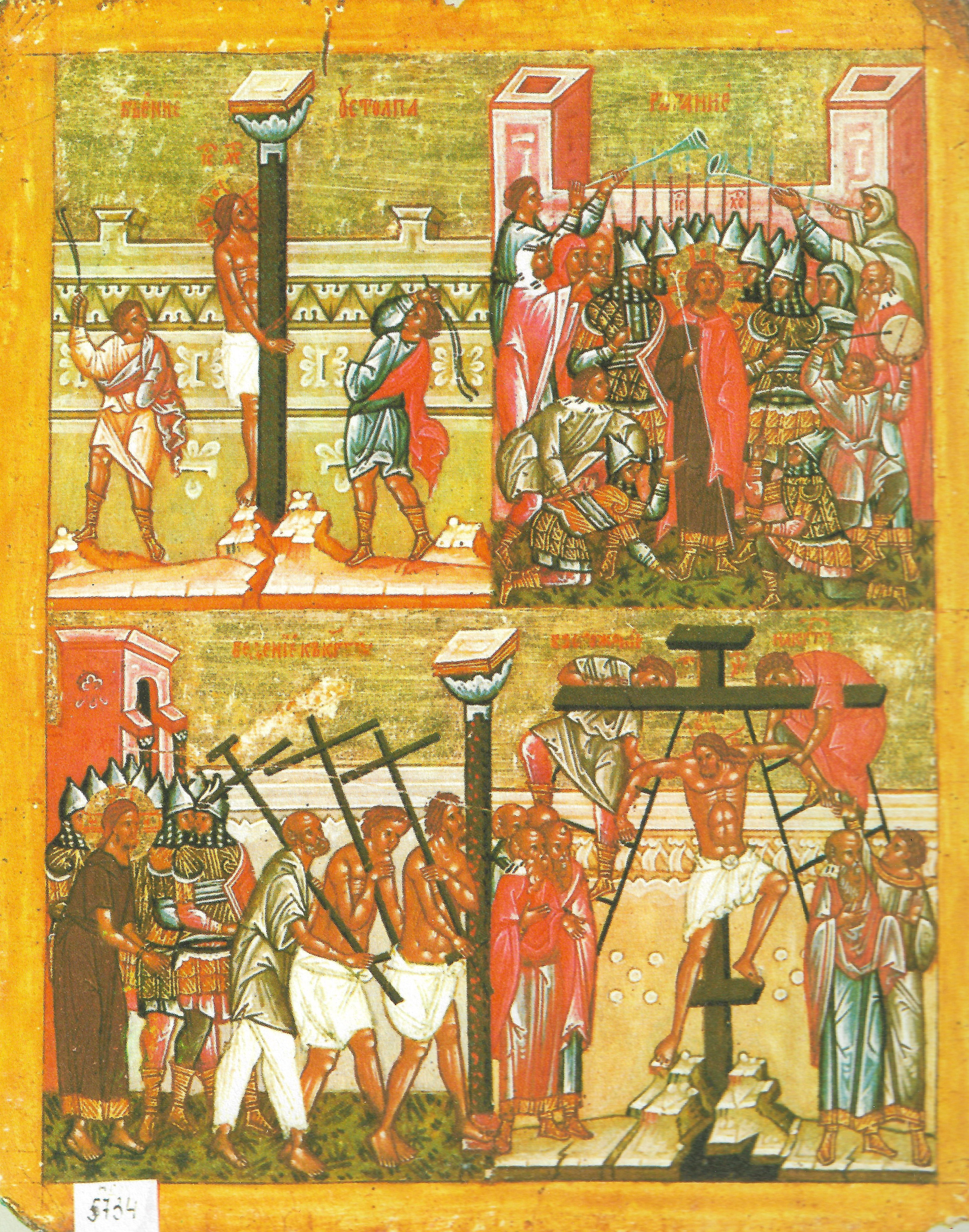
أيقونة آلام المسيح، وهي مركبة من تصور أربعة أحداث:
من الأعلى وإلى اليمين: القبض على يسوع على جبل الزيتون
من الأعلى وإلى اليسار: جلد يسوع
من الأسفل وإلى اليمين: حمل الصليب
من الأسفل وإلى اليمين: الصلب

في المسيحية، آلام المسيح (من أواخر اللاتينية: العاطفة «المعاناة، الدائمة» ) هي الفترة الأخيرة القصيرة في حياة يسوع بدءاً من دخوله المنتصر إلى القدس وتنتهي بصلبه ووفاته يوم الجمعة العظيمة.
وتشمل هذه الفترة أحداث أخرى، العشاء الأخير، معاناة يسوع في الحديقة، واعتقاله من قبل كهنة السنهدرين، ومحاكمته أمام بونتيوس بيلاطس. تُعرف تلك الأجزاء من الأناجيل الأربعة التي تصف هذه الأحداث باسم «روايات الآلام». في بعض المجتمعات المسيحية، يتضمن ذكرى العاطفة أيضًا ذكرى حزن مريم ، والدة يسوع، يوم جمعة الأحزان.

## سرد الإنجيل وفقًا للإنجيليين الأربعة
تم العثور على تفاصيل آلام المسيح في الأناجيل الكنسية الأربعة، ماثيو، مارك، لوقا وجون. ثلاثة من هؤلاء، ماثيو، ومارك، ولوقا، المعروفين باسم الأناجيل السينوبتيكية، يقدمون روايات متشابهة للغاية. يختلف إنجيل يوحنا قليلاً في روايته.

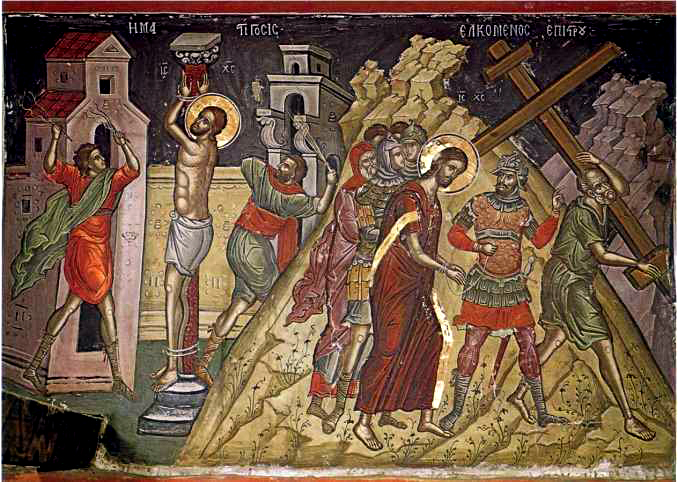
أيقونة لآلام المسيح، تفاصيل توضح (يسار) شارة القيادة و (يمين) الصعود إلى غولغوثا (لوحة جدارية لثيوفان ذا كريتان، دير ستافرونيكيتا، جبل آثوس).

في كل الأناجيل، يسأل بيلاطس يسوع إذا كان هو ملك اليهود ورد يسوع «هكذا يقولون». بمجرد إدانته من قبل بيلاطس، تعرض للجلد قبل الإعدام. تسجل الأناجيل الكنسيّة، باستثناء لوقا، أن يسوع يُنقل من قبل الجنود إلى بريتوريوم حيث تم استدعاء الكتيبة الكاملة من الجنود معًا، بحسب ماثيو ومارك. وضعوا عليه رداءاً أرجوانياً، ووضعوا تاجاً من الشوك على رأسه، ووفقًا لماثيو، وضع قضيبًا في يده. سخروا منه بالإشادة به باعتباره «ملك اليهود»، ويشيدون ويضربونه على رأسه بالعصا.

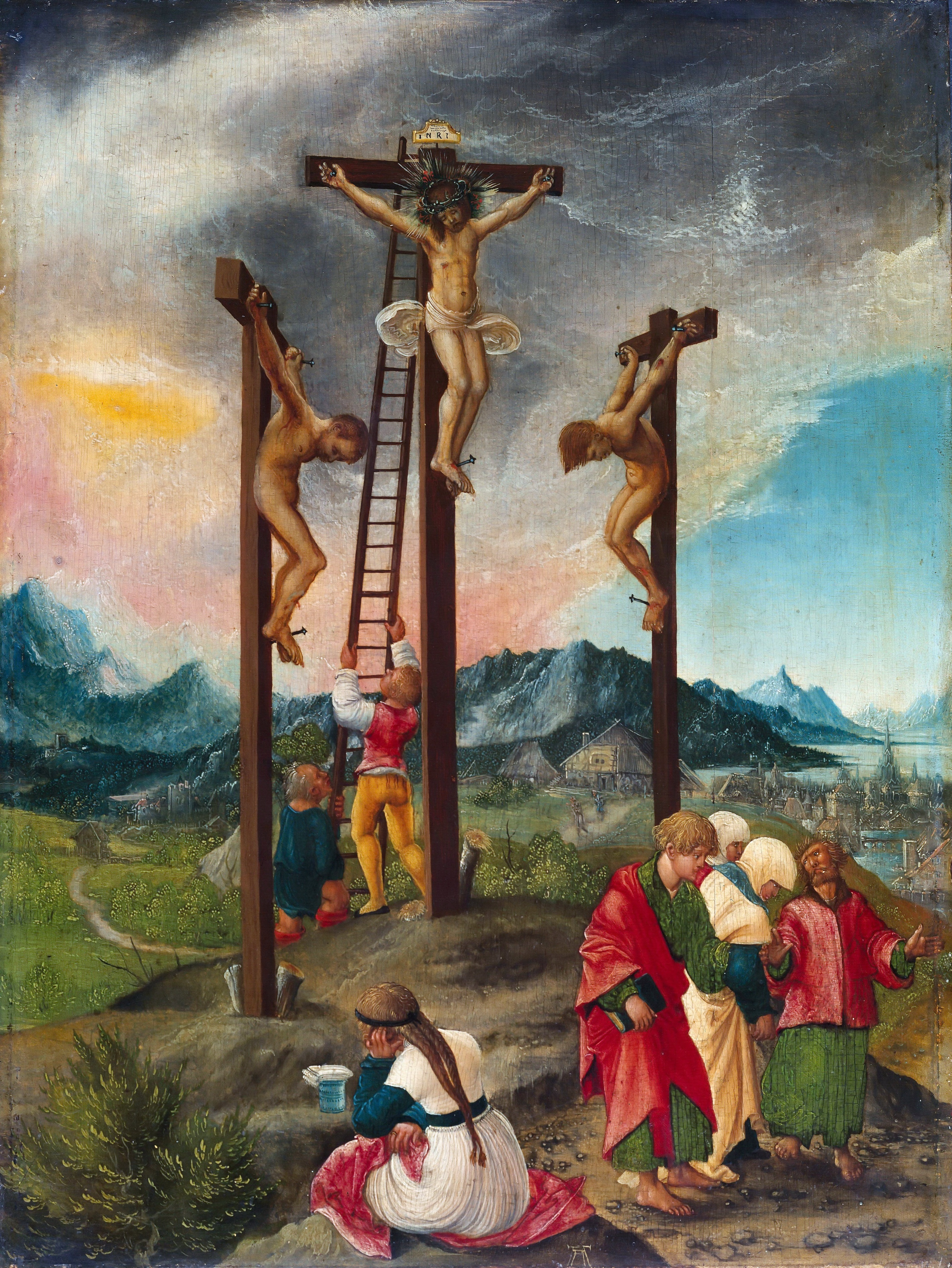
الصلب من قبل ألبريخت التدورفر

## إنجيل القديس بطرس

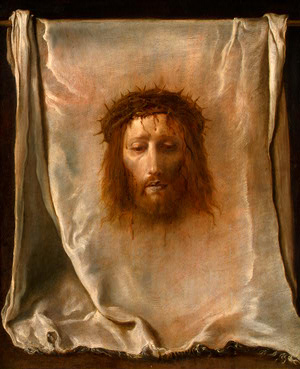
حجاب فيرونيكا ، لوحة للفنان دومينيكو فيتي (حوالي 1620).

ادعاءات أخرى بشأن آلام المسيح تم ذكرها في بعض الكتابات المبكرة غير الشرعية. تم العثور على قصة آلام أخرى في إنجيل بيتر المجزأ، المعروف منذ زمن بعيد للعلماء من خلال المراجع، والتي تم اكتشاف جزء منها في القاهرة في عام 1884.

## محاكمة يسوع
تقدم الأناجيل روايات مختلفة عن محاكمة يسوع. يصف مارك إجراءين منفصلين، أحدهما يتعلق بالزعماء اليهود والآخر يقوم فيه المحافظ الروماني ليهودا، بونتيوس بيلات بدور رئيسي. كل من حسابات ماثيو وجون تدعم بشكل عام نسخة مارك التجريبية. يضيف لوقا، وحده بين الأناجيل، إجراء ثالثًا: قيام بيلاطس بإرسال يسوع إلى هيرودس أنتيباس. يصف إنجيل بطرس غير الشرعي مشهدًا تجريبيًا واحدًا شارك فيه مسؤولون يهود ورومان وهيروديون.

## نبوءة العهد القديم

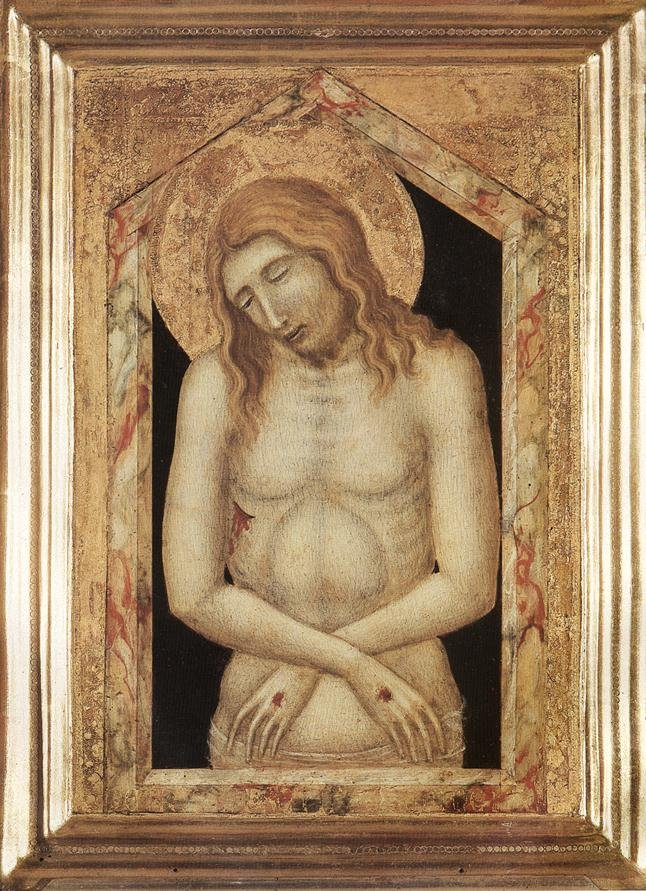
المسيح كرجل الأحزان بقلم بيترو لورينزيتي ، ج. 1330 (متحف لينديناو ، التنبورغ)

يفسر المسيحيون ثلاثة مقاطع على الأقل من العهد القديم على أنها نبوءات عن آلام يسوع.
الأول والأكثر وضوحًا هو كتاب Isaiah 52:13–53:12 (القرن الثامن أو السادس قبل الميلاد). تصف هذه النبوة النبوية رجلاً بلا خطيئة يكفّر عن خطايا شعبه. من خلال معاناته الطوعية، سينقذ الخطاة من عقاب الله العادل. يقال أن موت يسوع لتحقيق هذه النبوءة. على سبيل المثال، «لم يكن لديه أي شكل من أشكال الراحة أو الراحة التي يجب أن نراها عليه، ولا الجمال الذي يجب أن نرغب فيه. كان يحتقره ويرفضه الرجال؛ رجل من الأحزان، ومعرفة الحزن. وكشخص يخفي الرجال وجوههم، كان يتم احتقاره، ولم نحترمه. من المؤكد أنه حمل أحزاننا ومع ذلك فقد أصيب بجروح بسبب تجاوزاتنا، حصل على كدمات بسبب آثامنا؛ كان عليه العفة التي جعلتنا جميعًا، وبشرائطه نلتئم»(53:2-5).

## نبوءة العهد الجديد

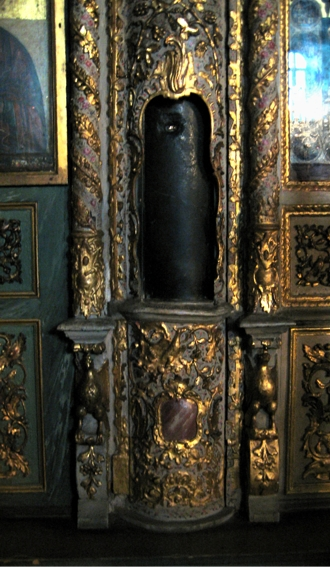
جزء من عمود السوط على الجانب الجنوبي من الأيقونة، كنيسة هاجيوس جورجيوس البطريركية، إسطنبول.

يشرح الإنجيل كيف تحققت هذه النبوءات القديمة في صلب يسوع.
"وهكذا جاء الجنود وكسروا أرجل الأول والآخر الذي صلب مع يسوع؛ لكن عندما أتوا إلى يسوع ورأوا أنه قد مات بالفعل، لم يكسروا ساقيه. لكن أحد الجنود اخترق جانبه برماح، وفي الحال خرجت منه دماء وماء. . . بالنسبة لهذه الأمور، قد يتحقق الكتاب المقدس، "لن ينكسر عظم منه". ومرة أخرى يقول كتاب آخر: "سوف ينظرون إليه من آذوه" (John 19:32-37).

## الاستخدام الطقوسي

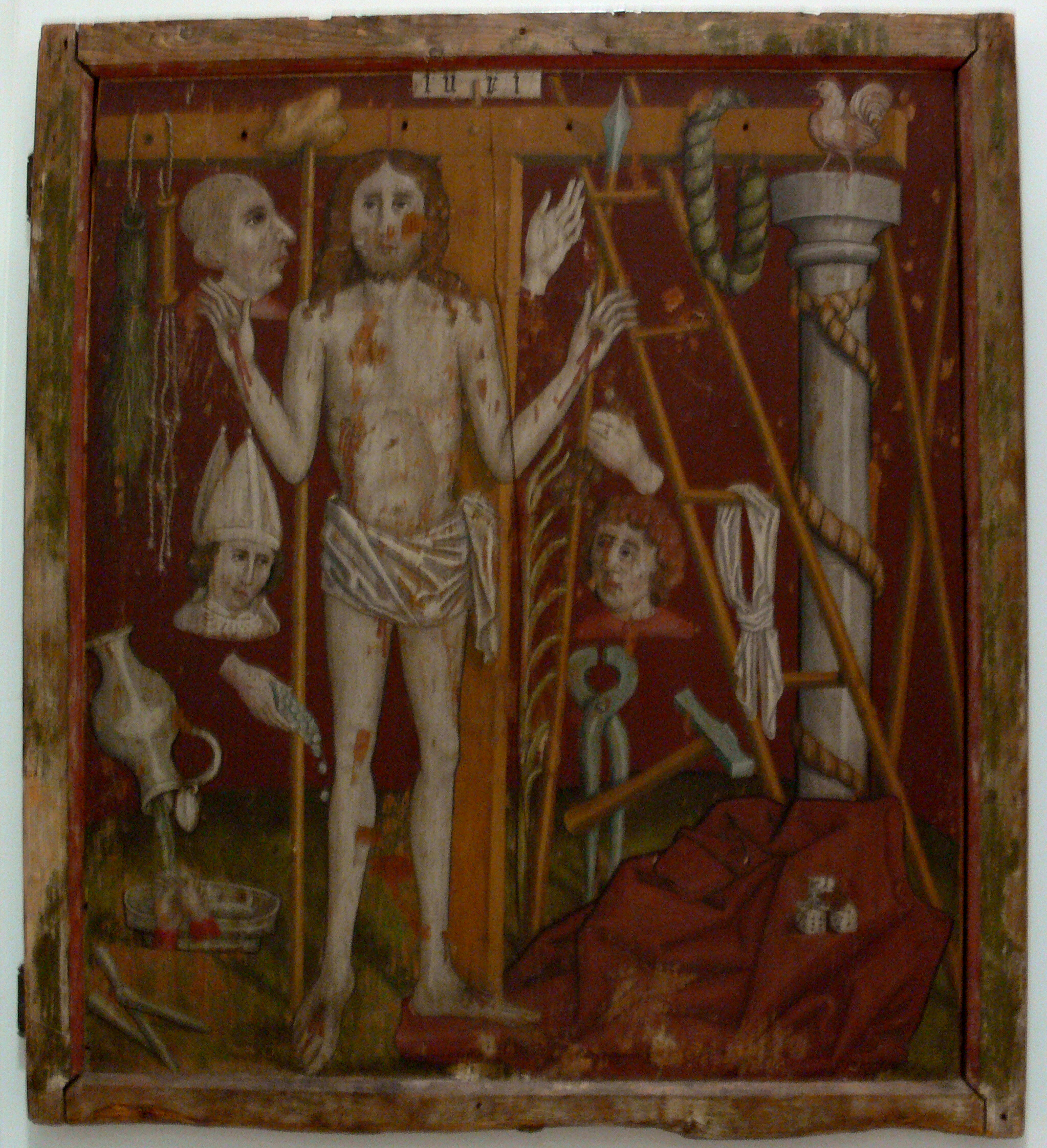
أرما كريستي على ظهر مذبح نمساوي عام 1468.

### الأسبوع المقدس
سوف تقرأ معظم الطوائف المسيحية قصة أو أكثر من روايات آلام المسيح خلال الأسبوع المقدس، وخاصة يوم الجمعة العظيمة. في الكنيسة الكاثوليكية الرومانية، يُخرج صليب كبير يصور المسيح المصلوب إلى الكنيسة ويأتي كل من المؤمنين لتكريم الصليب. بدلاً من قراءة الإنجيل فقط من قِبل الكاهن، تشارك كل الطوائف الكاثوليكية الرومانية بأكملها في قراءة إنجيل العاطفة خلال قداس نخلة الأحد وخدمة الجمعة الحزينة. هذه القراءات يقرأ الكاهن فيها جزء من المسيح، وقراءة الراوي السرد، والقارئ الآخر (القراء) يقرأ الأجزاء الناطقة الأخرى، وإما الجوقة أو الجماعة يقرأون أجزاء الحشود (أي : عندما يصرخ الحشد «يصلب» ! صلبه!) 

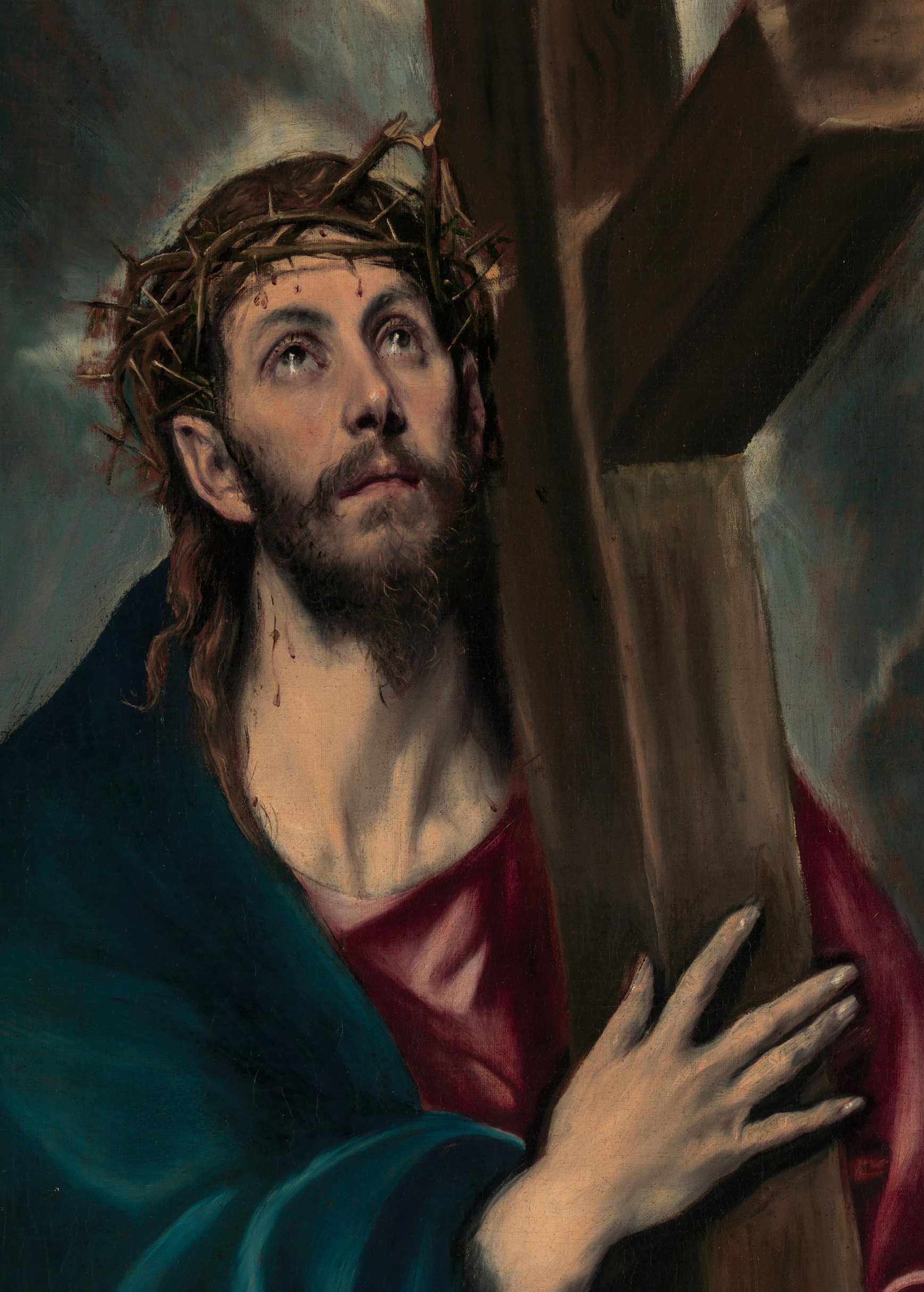
جريكو يسوع يحمل الصليب ، 1580.

### الجبر ليسوع
تقاليد الروم الكاثوليك تشمل تقليد الصلوات والعبادات محددة أعمال التعويض عن المعاناة والشتائم أن يسوع عانى خلال آلامه. لا تتضمن أفعال جبر يسوع المسيح هذه التماسا لمستفيد حي أو متوفى، ولكنها تهدف إلى إصلاح الخطايا ضد يسوع. يتم توفير بعض هذه الصلوات في كتاب صلاة راكولتا الكاثوليكي (الذي تمت الموافقة عليه بموجب مرسوم عام 1854، والذي نشره الكرسي الرسولي في عام 1898) والذي يتضمن أيضًا الصلوات باعتبارها أعمال جبر للسيدة العذراء مريم.   

## صلاة
تم تطوير العديد من الولاءات غير الطقوسية من قبل المؤمنين المسيحيين لإحياء ذكرى آلام المسيح.

### محطات الصليب
محطات الصليب هي عبارة عن سلسلة من الأفكار الدينية التي تصف، أو التمثيلات الفنية التي تصور، السيد يسوع المسيح يحمل الصليب إلى صلبه. معظم الكنائس الكاثوليكية الرومانية، وكذلك العديد من الانجليكانية، اللوثرية. والرعايا الميثودية، تحتوي على محطات الصليب، وعادة ما توضع على فترات على طول الجدران الجانبية للصحن؛ في معظم الكنائس، تكون هذه اللوحات عبارة عن لوحات صغيرة بها نقوش أو لوحات، على الرغم من أنها في بعض الكنائس قد تكون صليبًا بسيطًا به رقم في الوسط.  بدأ تقليد التنقل في المحطات لإحياء ذكرى شغف المسيح بفرنسيس الأسيزي وتم تمديده في جميع أنحاء الكنيسة الكاثوليكية الرومانية في العصور الوسطى. يتم ذلك في الغالب خلال الصوم الكبير، خاصة في يوم الجمعة العظيمة، ولكن يمكن القيام به في أيام أخرى أيضًا، وخاصة أيام الأربعاء والجمعة.

## في الفنون

### فن بصري

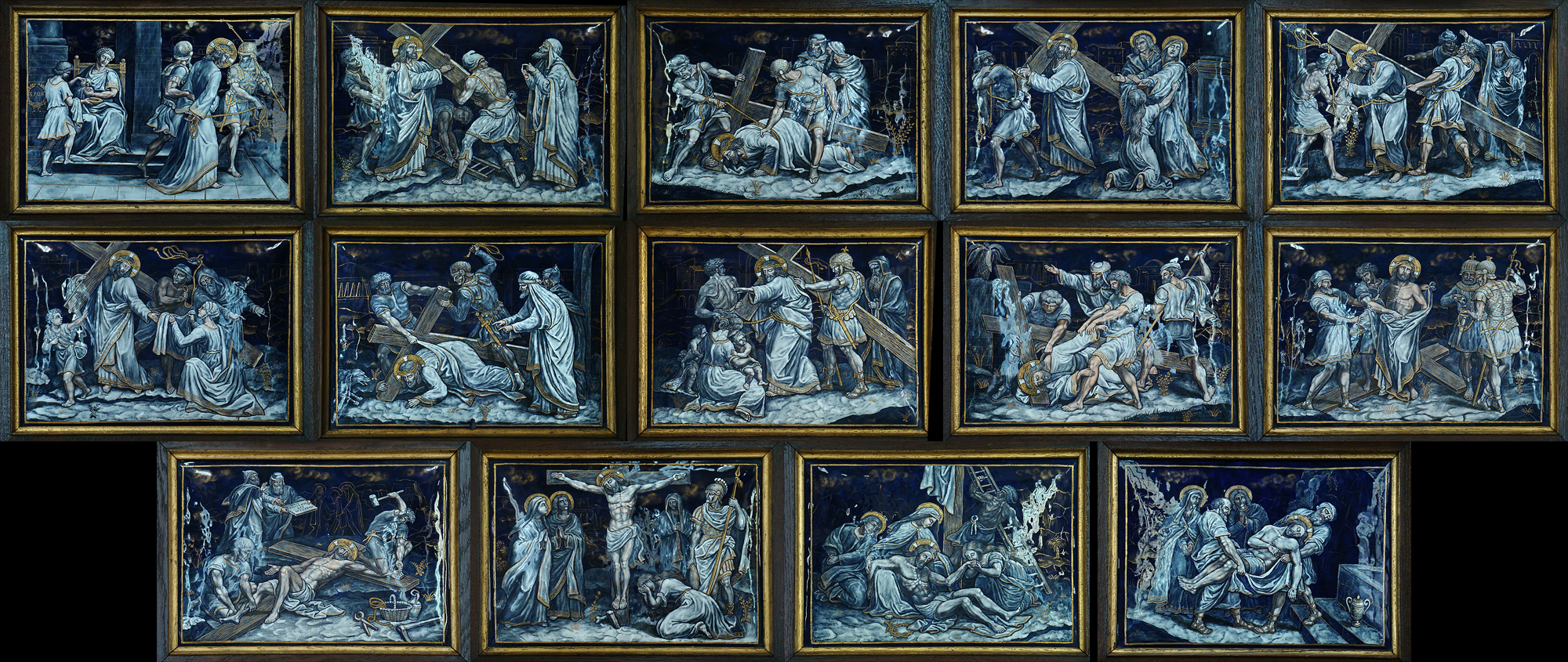
مجموعة فرنسية من محطات الصليب في مينا مطلية.

للحصول على قائمة كاملة بالموضوعات التي تشكل أعمالًا سردية للفن على العاطفة، أو حلقات منها، راجع حياة المسيح في الفن. تم تمثيل كل حلقة، مثل Flag of Christ أو Entombment of Christ ، بآلاف المرات وطورت تقاليدها الأيقونية الخاصة؛ الصلب هو الأكثر شيوعا والأكثر أهمية من هذه المواضيع. غالبًا ما تكون العاطفة مغطاة بدائرة تصوير؛ كانت دورات الطباعة الخاصة بـ Albrecht Dürer شائعة جدًا لدرجة أنه أنتج ثلاث نسخ مختلفة. Andachtsbilder هو مصطلح للمواضيع التعبدية مثل رجل الأحزان أو Pietà التي قد لا تمثل بالضبط لحظة في العاطفة ولكنها مستمدة من قصة العاطفة. أرما كريستي ، أو «أدوات العاطفة» هي الأشياء المرتبطة بعاطفة يسوع، مثل الصليب وتاج الشوك ورماح لونجينوس. من المفترض أن يتم استرداد كل أداة من الأدوات الرئيسية كأثرات كانت موضع تبجيل بين العديد من المسيحيين، وقد تم تصويرها في الفن. غالبًا ما يتم احتساب حجاب فيرونيكا ضمن أدوات الشغف. مثل كفن تورينو وسوداريوم أوف أوفييدو، إنه قطعة أثرية من المفترض أن تكون قد لمست يسوع.

### موسيقى

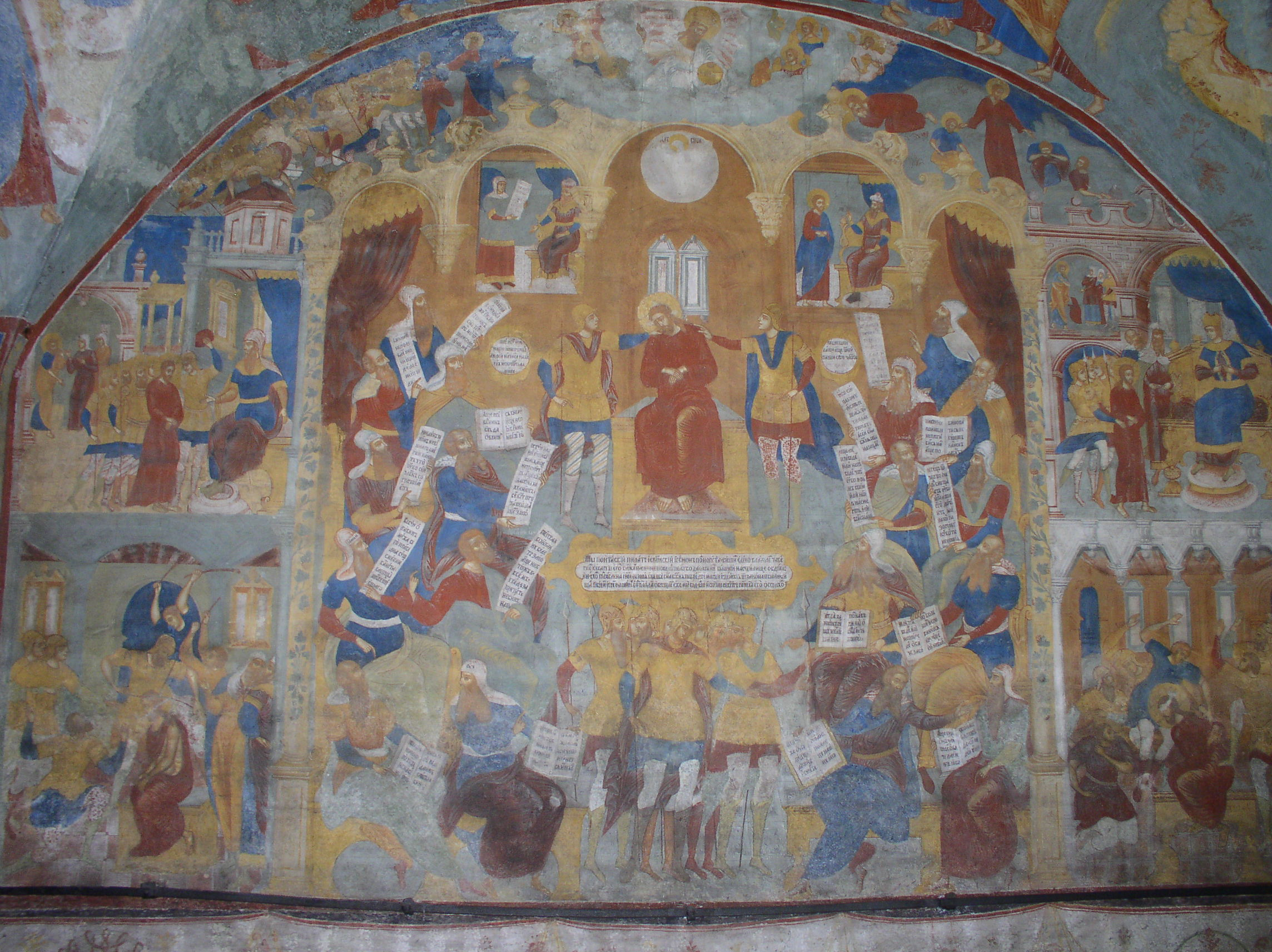
تصوير فريسكو لمحاكمة وضرب يسوع (القرن السابع عشر ، كنيسة القديس يوحنا المعمدان ، ياروسلافل ، روسيا)

الأنواع التقليدية الرئيسية لموسيقى الكنيسة التي غنت خلال الأسبوع المقدس هي «العواطف»، والإعدادات الموسيقية لروايات الإنجيل، كلا من التقاليد الكاثوليكية واللوثرية، وإعدادات قراءات واستجابات خدمات Tenebrae الكاثوليكية، وخاصة تلك الموجودة في مراثي إرميا النبي . يتم أيضًا تنفيذ العديد من إعدادات Stabat Mater أو الإعدادات الموسيقية لأقوال يسوع على الصليب .

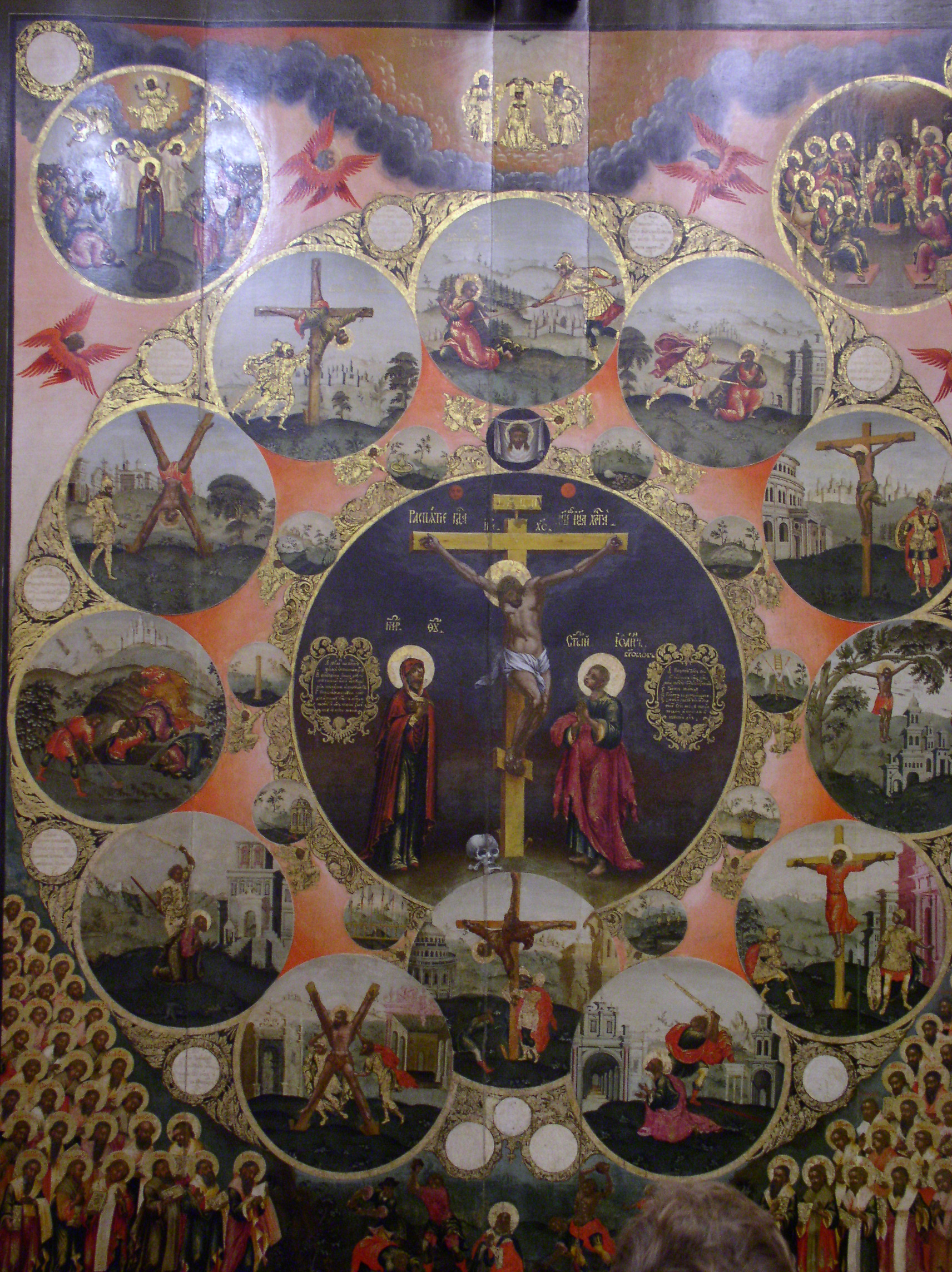
أيقونة الروسية الأرثوذكسية للعاطفة مع مشاهد استشهاد الرسل الاثني عشر ، ترمز إلى كيفية استدعاء الجميع للدخول في العاطفة (الكرمل موسكو).

### الدراما والمواكب

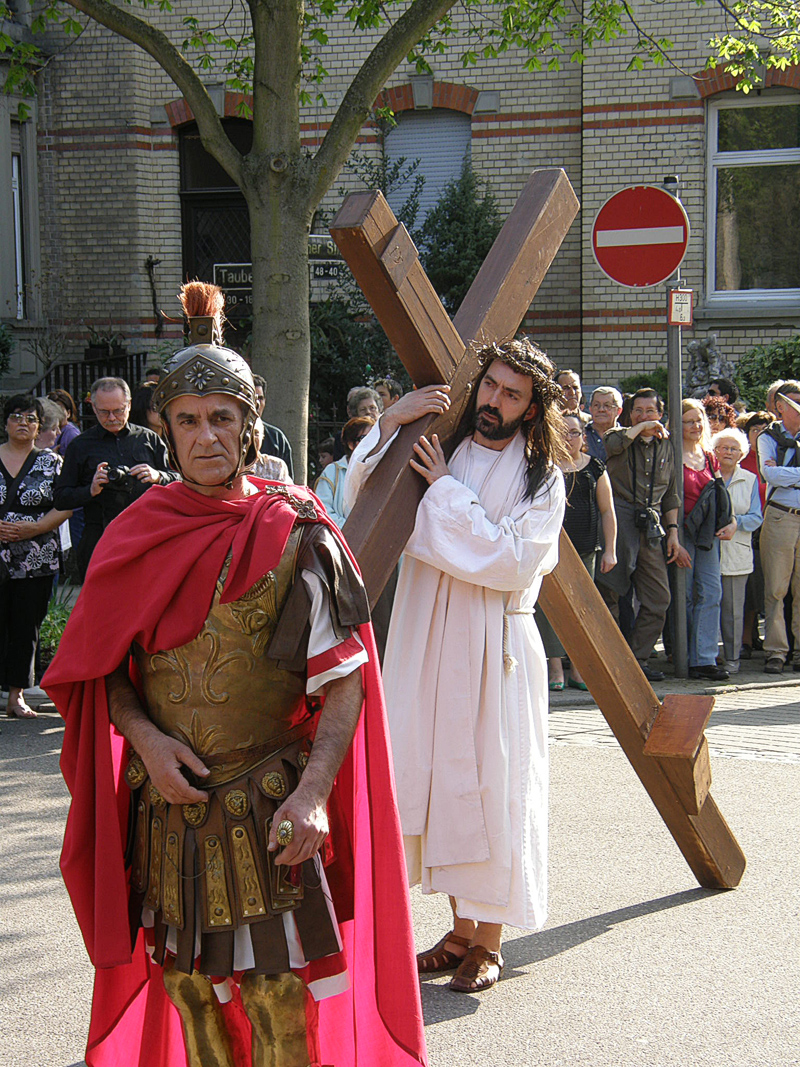
مسيحي عيد الفصح مسيرة العاطفة في شتوتغارت، ألمانيا

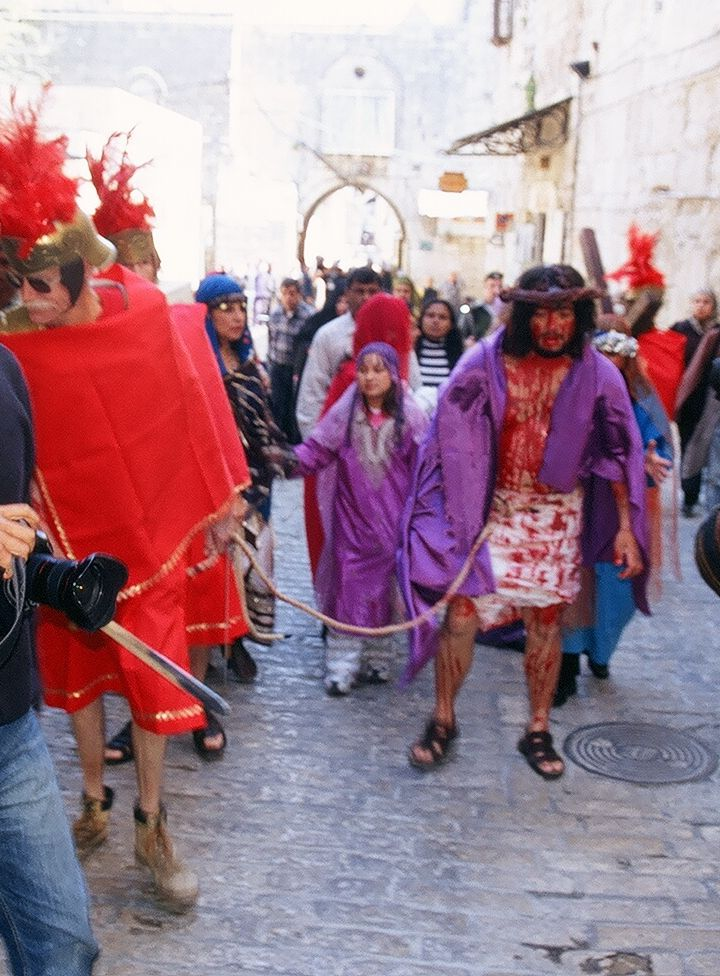
إعادة تنشيط محطات الصليب في القدس على طريق دولوروسا من بوابة الأسود إلى كنيسة القيامة

تسمى الإعدادات غير الموسيقية لقصة العاطفة عمومًا مسرحيات العاطفة؛ وقد تم تنفيذ هذه على نطاق واسع جدا في البلدان الكاثوليكية التقليدية، وغالبا في الكنائس كما الدراما الليتورجية   - بالنسبة للإصدارات ذات الإعدادات الموسيقية، انظر القسم السابق. يتم تنفيذ دورة واحدة الشهيرة على فترات في أوبراميرغاو ألمانيا، وآخر في Sordevolo واحدة من أهم الشركات في إيطاليا، وآخر في الدولة البرازيلية بيرنامبوكو يستخدم ما يعتبر أكبر مسرح في الهواء الطلق في العالم. شخصيات العاطفة بين المشاهد في اللغز الإنجليزي تلعب في أكثر من حلقة من المقالات القصيرة الدرامية. في تصوير «تشيستر ميستري» الذي يلعب دور «شغف المسيح»، وتحديداً إذلاله قبل الحكم على صلبه، وروايات الأناجيل المتعلقة بالعنف الجسدي الذي تعرض له يسوع خلال محاكمته أمام سانهدرين، وتاج الأشواك المهين الذي زاره في بيلاطس قصر (أو من قبل جنود هيرودس، وفقا لوقا)، هو أكثر حيرة من خلال إظهار كل من الإجراءات على أنها نفذت من قبل اليهود الهزيلة.

#### في أمريكا اللاتينية
خلال أسبوع العاطفة والعديد من المدن في المكسيك لديها تمثيل للعاطفة.

#### في اسبانيا
خلال أسبوع العاطفة والعديد من المدن والبلدات في إسبانيا لديها تمثيل للعاطفة.

### فيلم
كما كان هناك عدد من الأفلام التي تروي قصة العاطفة، ومن الأمثلة البارزة على ذلك فيلم ميل غيبسون بعنوان آلام المسيح.

## تقاليد أخرى
- تم تسمية أبناء سيمون القوريين كما لو كانوا من الشخصيات المسيحية المبكرة المعروفة لجمهور مارك المقصود (براون وآخرون 628). بول يسرد أيضا روفوس في رومية 16:13 .
- صُنعت معظم الملابس في المنطقة من شرائح منسوجة من مواد بعرض حوالي 8 بوصات وتضمنت الضفائر الزخرفية من مرتين إلى أربع بوصات (102   مم) واسعة. يمكن تفكيك الملابس وإعادة تدوير شرائط القماش بشكل متكرر. قد يحمل ثوب واحد أقسامًا من تواريخ مختلفة. ومع ذلك، في دمشق وبيت لحم تم نسج الأقمشة على نطاق واسع، بعضها داماسيني 40 بوصة (1,000 مـم) واسعة. قماش بيت لحم التقليدي مقلم مثل بيجاما.[10] وهكذا يبدو أن «رداء المسيح» الذي صنعه يسوع كان مصنوعًا من القماش من بيت لحم أو دمشق.
- يقول أحد التقاليد المرتبطة بأيقونات يسوع أن فيرونيكا كانت امرأة متدينة في أورشليم ومن ثم أعطتها منديلها لمسح جبهته. عندما أعادها إليها، كانت صورة وجهه متأثرة بأعجوبة.

## معرض الصور

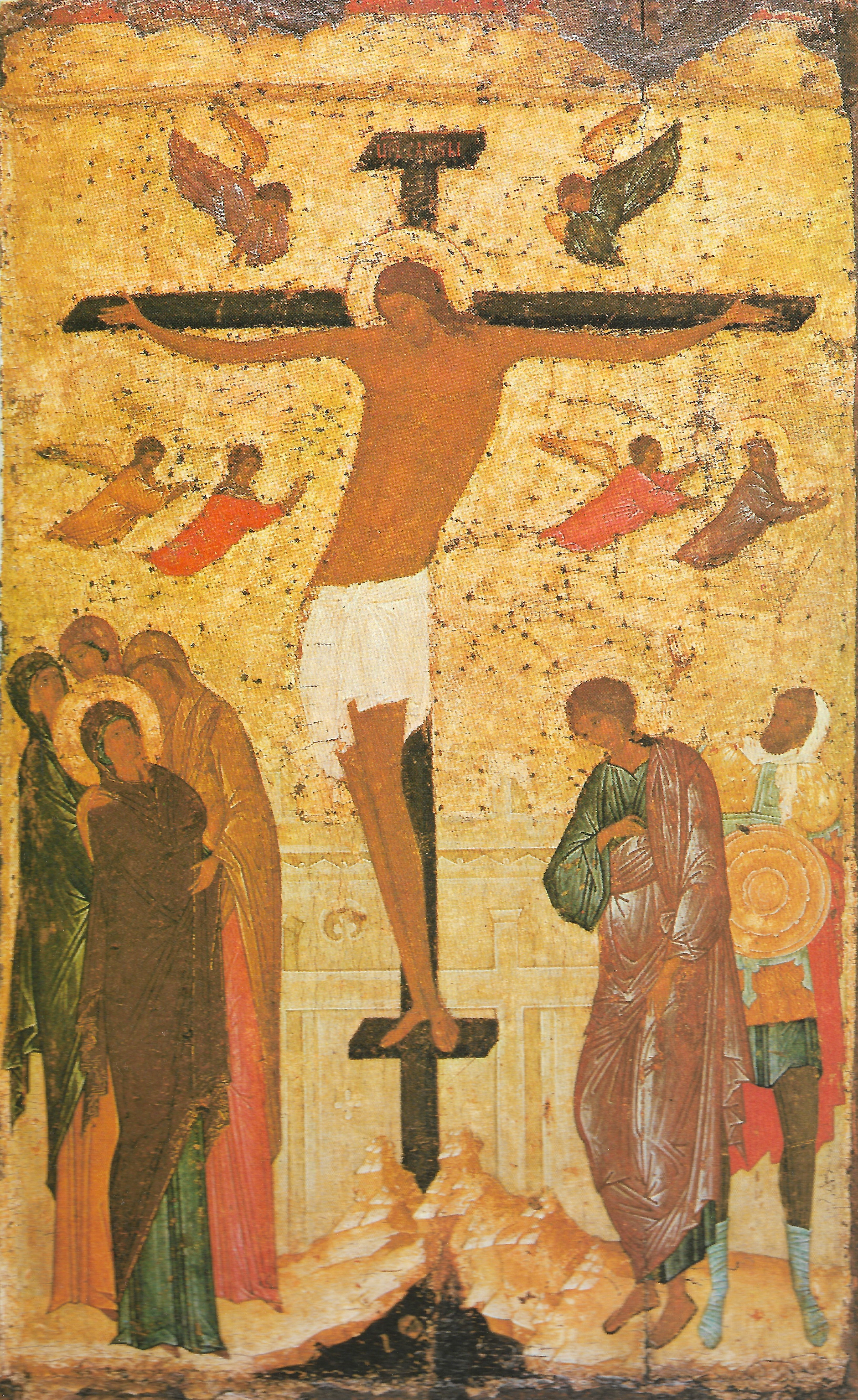
أيقونة صلب يسوع لديونيسيوس

### اقتباسات
1. ↑  "passion (n.)". Online Etymology Dictionary. مؤرشف من الأصل في 2017-06-28. اطلع عليه بتاريخ 2016-02-17.
2. ↑  Today's Missal: Holy Week – Pentecost, March 14 - May 17, 2008, Oregon Catholic Press
3. ↑  Catholic Encyclopedia نسخة محفوظة 29 أغسطس 2019 على موقع واي باك مشين.
4. ↑  Catholic Encyclopedia نسخة محفوظة 7 يونيو 2019 على موقع واي باك مشين.
5. ↑  Joseph P. Christopher et al., 2003 The Raccolta St Athanasius Press (ردمك 978-0-9706526-6-9)
6. ↑  Ann Ball, 2003 Encyclopedia of Catholic Devotions and Practices (ردمك 087973910X)
7. ↑  Chryssides، George D.؛ Wilkins، Margaret Z. (11 سبتمبر 2014). Christians in the Twenty-First Century. تايلور وفرانسيس. ص. 51. ISBN:9781317545576. Most churches in the Roman Catholic, High Anglican and Lutheran traditions have the stations of the cross displayed pictorially or in bas-relief form around their interior walls, and thus the stations can be used locally for devotion, without the necessity of visiting a place of pilgrimage.
8. ↑  "Stations of the Cross". St. Michael's Episcopal Church. 2012. مؤرشف من الأصل في 2015-02-17. اطلع عليه بتاريخ 2015-03-03. Eventually fixed at fourteen, the Stations soon became a familiar feature in Catholic; Lutheran, Anglican, and Methodist churches. The object of the Stations is to help the faithful to make a spiritual pilgrimage of prayer, by meditating upon the chief scenes of Christ's sufferings and death, and is often performed in a spirit of reparation for the sufferings and insults that Jesus endured during His Passion.
9. ↑  "The Chester Cycle Play XVI (16) – The Passion of Christ – Annas and Caiphas". From Stage to Page. 2007. مؤرشف من الأصل في 2012-03-14. اطلع عليه بتاريخ 2010-03-28.
10. ↑  Powerhouse Museum, Sydney, exhibition notes

## روابط خارجية
- يماثل الإنجيل ذكر آيات لكل حادث عاطفي
- مقالة MSN - «لماذا تسمى العاطفة؟»
- «العاطفة» في فن الكتاب المقدس
- «هتاف من العاطفة السرد وفقا لسانت جون»